# Invasori terrestri
Invasori terrestri (Invaders from Earth) è un romanzo di fantascienza dello scrittore statunitense Robert Silverberg pubblicato nel 1958.

## Storia editoriale
Il romanzo, scritto nell'autunno del 1957, è una versione estesa del racconto We, the Marauders pubblicato nel numero di febbraio 1958 della rivista Science Fiction Quarterly, quindi pubblicato nella versione estesa con il titolo Invaders from Earth nel volume omnibus in abbinamento con un altro romanzo, Across Time, quest'ultimo firmato da Donald A. Wollheim con lo pseudonimo di David Grinnell. We, the Marauders è stato ancora una volta rielaborato e inserito come primo capitolo del libro A Pair from Space pubblicato nel 1965.
Il romanzo è uno dei primi lavori ad ampio respiro di qualità dell'autore ed è incentrato sulla colonizzazione di Ganimede e sulla corruzione politica legata al progetto.

## Trama
(Robert Silverberg, Invasori terrestri)
Ted Kennedy lavora come copywriter nell'agenzia di pubbliche relazioni "Stewart & Dinoli" (l'"Agenzia") di Manhattan. Quando il presidente dell'agenzia, Lou Dinoli, riunisce i vertici per comunicare di aver ottenuto da una multinazionale, la "Società Esplorazioni e Sviluppi Extraterrestri" (la "Società"), un importante incarico, Ted intravede la possibilità di ottenere una promozione. La Società è riuscita ad atterrare segretamente su Ganimede e ha scoperto sul satellite degli indigeni, i cosiddetti Ganny che, pur essendo una razza pacifica, non accettano la colonizzazione terrestre. La Società, avendo sul satellite solo un piccolo avamposto, ha in programma di richiedere l'aiuto dell'ONU per sterminare i Ganny ma ha bisogno di una copertura che renda accettabile per l'opinione pubblica l'impiego arbitrario della forza contro gli alieni. Ted propone ai vertici dell'agenzia e al responsabile della Società, Bullard, di fingere che sul satellite di Giove si sia insediata una colonia terrestre e, in seguito, inventare un proditorio attacco dei Ganny contro di essa e giustificare così mediaticamente l'intervento dell'ONU e lo sterminio degli alieni. Ted non ha scrupoli di coscienza e ha già svolto incarichi discutibili; ad esempio, prima del "Contratto Ganimede", stava manipolando le informazioni per convincere con l'inganno gli abitanti del Nebraska che la contaminazione delle falde acquifere operato da una compagnia estrattiva di bauxite, in realtà non fosse nociva per la salute. La moglie di Ted, Marge, entra in contrasto con il marito non ritenendo etico il suo lavoro ma, dopo contrasti iniziali, sembra accettare con rassegnazione la situazione. Anche il collega di Ted, Dave Spalding, ha le stesse remore di Marge ma, convinto dall'aumento di stipendio, accetta ben presto di collaborare a rendere credibile la finzione, sotto il coordinamento del cinico Ernest Watsinski, dirigente di "secondo livello" dell'agenzia.
Per rendere ancora più credibili le storie sulla finta colonia di Ganimede, a Ted viene proposto di raggiungere il satellite e di trascorrere sull'avamposto terrestre alcune settimane. Ted, riluttante, accetta. Giunto su Ganimede, inizia a conoscere i Ganny: il progetto di distruzione di quella che è una civiltà filosoficamente evoluta, ora lo ripugna. Ted, in gran segreto, aiutato da Engel, un linguista della Società, studia la lingua dei ganimediani e, nonostante il divieto di avere contatti con gli alieni e le minacce del capo dell'avamposto, frequenta i Ganny, ne apprezza la filosofia e la cultura, decidendo di sventare il genocidio. Ted viene scoperto e con Engel tenta la fuga fuori dalla base: il linguista viene ucciso e Ted, per salvare i Ganny da ritorsioni, si consegna agli uomini della Società. Imprigionato sull'astronave nel rientro sulla Terra, Ted finge di assumere un sedativo che avrebbe contrastato gli effetti della decelerazione e, appena atterrato, unico sveglio tra l'equipaggio, si dà alla fuga. Braccato dagli uomini della Società scopre che Marge l'ha lasciato per Spalding. I media, imboccati dall'Agenzia iniziano a diffondere false informazioni su Ted, accusandolo dell'assassinio di Engel, di aver ceduto armi ai Ganny che si preparerebbero ad attaccare la finta colonia terrestre.
Ted, durante la latitanza, legge sul giornale un annuncio firmato da Marge che lo invita a un appuntamento nel loro appartamento. Ted, in gran segreto, si introduce in casa e lì, ad attenderlo, oltre alla terrorizzata Marge, trova Spalding che ha costretto la donna a organizzare la trappola contro il marito. Spalding ha stretto un accordo con la Società e, se fosse riuscito a catturarlo, avrebbe avuto una grossa ricompensa. Marge riesce a distrarre Spalding che, durante una colluttazione con Ted, viene colpito a morte da un proiettile di pistola. Ted decide di denunciare i piani della Società all'ONU e, mentre Marge si reca a casa di Harrison M. Flaherty, ambasciatore USA alle Nazioni Unite, si introduce nella sede dell'Agenzia e riesce a trafugare i documenti che comproveranno l'inganno ordito per sterminare i Ganny. Il tentativo di Ted e di Marge riesce e, durante una seduta plenaria dei rappresentanti delle Nazioni Unite, la Società viene denunciata da Ted e da Flaherty, i vertici della Società e dell'Agenzia arrestati e il piano di invasione sventato. Ted e Marge ritornano insieme. I Ganny avranno la possibilità di convivere pacificamente con i terrestri mentre Marge e Ted si trasferiscono a vivere su Ganimede, affascinati dalla filosofia dei Ganny.

## Personaggi
Theodore "Ted" KennedyTrentaduenne addetto di "terzo livello" nell'agenzia di pubbliche relazioni "Stewart & Dinoli".
MargeLa moglie di Ted, contraria alle macchinazioni contro i ganimediani, di cui il marito si sta occupando.
Lou DinoliIl sessantaseienne direttore della agenzia "Stewart & Dinoli".
Dave SpaldingAddetto di "quarto livello" alla Stewart & Dinoli.
EngelLinguista della Società, inviato su Ganimede per studire la lingua dei Ganny, viene ucciso dai terrestri per aver aiutato Ted e i Ganny.
Harrison M. FlahertyAmbasciatore USA alle Nazioni Unite.
Ernest WatsinskiDirigente di "secondo livello" dell'agenzia "Stewart & Dinoli", responsabile della progettazione del piano di disinformazione contro i Ganny.
W. Richardson BullardCinquantatreenne dirigente di "primo livello" della Società, responsabile del piano di sterminio dei Ganny.
Louis HillsIl capitano dell'astronave della Società che fa la spola dalla Terra a Ganimede.
Robert GuntherIl comandante dell'avamposto della Società su Ganimede, responsabile dell'uccisione di Engel.

## Edizioni
- (EN) Robert Silverberg e David Grinnell, Invaders from Earth, in Across Time / Invaders from Earth, Ace Double, D-286, Ace Books, 1958. (edizione omnibus contenente due romanzi)
- (DE) Griff nach dem Ganymed, traduzione di M.F. Arnemann, Utopia Großband, n. 105, Pabel, 1959.
- (TR) Dünyalı İstilacılar, traduzione di İlker Tuğal, Baskan Kurgu-Bilim Dizisi, n. 9, Baskan Yayınları, 1983.
- (FR) Opération Ganymède, traduzione di Axelle Arnaut-Kabou, Fleuve Noir - Les Best Sellers, n. 10, Fleuve Noir, 1983, ISBN 978-2-265-02344-4.
- Invasori terrestri, traduzione di Roberta Rambelli, Cosmo. Collana di Fantascienza, n. 130, Editrice Nord, 1983.
- (PT) Invasores Terrestres, Caminho ficção científica, n. 117, Caminho, 1990, ISBN 978-972-21-0076-2.